# Mahalapye
Mahalapye es una ciudad situada en el Distrito Central, Botsuana. Tiene una población de 43.289 habitantes, según el censo de 2011.
Está situada a lo largo de la carretera principal entre la capital Gaborone y la segunda ciudad más grande, Francistown.
Mahalapye tiene una estación de autobuses, una estación de tren, un par de hoteles y una zona de mercado con muchas tiendas y restaurantes de comida rápida. También cuenta con varias gasolineras, algunas abiertas las 24 horas del día. Está situado en el borde del desierto de Kalahari y el clima es bastante seco, y las vías fluviales locales están secas excepto durante la estación lluviosa.